# Jaime Fernandez de la Puente-Campano
Jaime Fernández de la Puente-Campano (Santander, 1980) es un empresario, conferenciante y escritor español.Es experto en marca personal y ha publicado varios libros y monográficos sobre el tema. 

## Desarrollo profesional
Oriundo de Santander, reside en Madrid desde su infancia. Tras concluir sus estudios superiores en Administración y Dirección de Empresas, se especializó en marketing digital por la Universidad de Nueva York y la Universidad Autónoma de Madrid.
Ha trabajado como director de marketing en diversas empresas.  En 2015, fundó Guudjob, plataforma de compromiso (engagement) de empleados. Considerada como mejor aplicación en 2014, fue comprada por el Grupo Mapal Software en 2022.Es el fundador y gerente de PeopleXBrand desde 2021.
Ha sido reconocido entre los Líderes Económicos del Futuro en España por el Instituto Choiseul en 2018 y 2019.

## Publicaciones
- 101 Work Hacks: Técnicas para Desarrollar tu Marca Personal y Destacar como Profesional, 2016, 136 pp., ISBN: 9781973466109.
- Plan de Marketing Digital: Claves para Triunfar, Unidad Editorial, 2018, 136 pp., colección de The Valley Digital Business School, ISBN: 978-8494748875.[10]
- DirectivoTM: Desarrolla tu Marca Personal como Directivo con Técnicas de Marketing Sorprendentes, 2018, 230 pp, ISBN: 978-1980290469.[11]
- How to Improve Employee Engagement in Hospitality: Techniques to motivate your team and increase their productivity, 2023, 103 pp., ISBN: 979-8374175868.[12]
- Espada: Fragmentos de Unión, 2023, 205 pp., ISBN: 979-8854060875.[13]
- Espada: Invencibles, 2024, 281 pp., ISBN: 979-8873245239.[14]
- Hecho y Dicho: Cómo Destacar con tu Marketing Personal, 2024, 333 pp., ISBN: 978-8409631315.[15]